# اثر مجاورتی (الکترومغناطیس)
اثر مجاورتی (انگلیسی: Proximity effect) در رساناهای حامل جریان متناوب، اگر مثل سیم‌پیچ‌ها و کابل‌ها در مجاورت هم قرارگیرند همانند ترانسفورماتور در یکدیگر ولتاژ القا می‌کنند که به این حالت اثر مجاورتی گفته می‌شود. اثر مجاورتی باعث افزایش مقاومت سیم‌ها می‌شود و با افزایش فرکانس قدرت بیشتری به خود می‌گیرد.